# Nothing Records

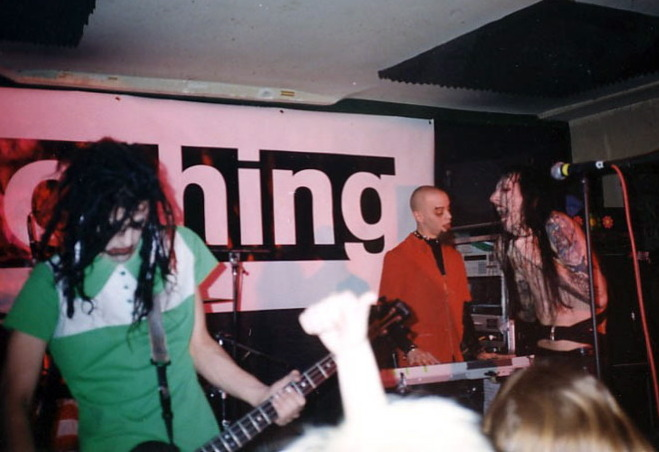
Marilyn Manson podczas koncertu w cyklu the "Nights of Nothing", będących wizytówką wytwórni Nothing Records (1996)

Nothing Records – amerykańska wytwórnia płytowa, założona przez Trenta Reznora (Nine Inch Nails) i Johna Malma Jr. w 1992 roku, działająca nieprzerwanie do 2004 roku. Specjalizowała się w wydawaniu wykonawców rocka industrialnego i muzyki elektronicznej. Siedziba wytwórni i jej studio nagraniowe znajdowały się w Nowym Orleanie.

## Twórcy
Dla Nothing nagrywali:
- Nine Inch Nails
- Marilyn Manson
- 2wo
- Pig
- Pop Will Eat Itself
- Prick
- 12 Rounds
- Einstürzende Neubauten
- The The
- Meat Beat Manifesto.